# 古ウイグル文字

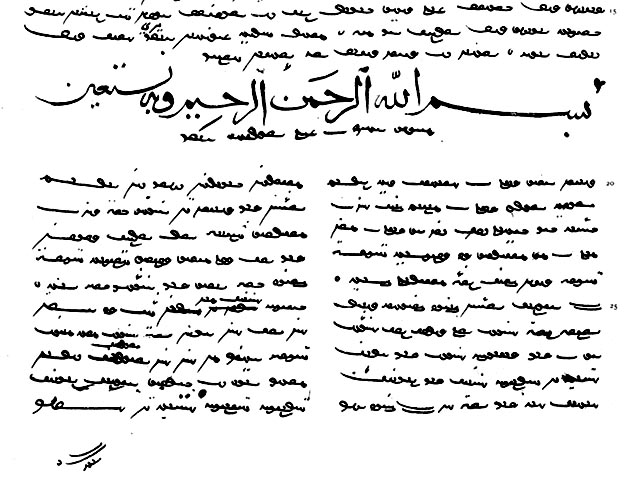
15世紀に作成されたいわゆる『クタドゥグ・ビリグ』ウィーン本のウイグル文字。4行目に大書されている一文はアラビア文字スルス体によるバスマラ

古ウイグル文字（英: Old Uyghur alphabet）または単にウイグル文字は、8世紀頃から中央アジアで主に用いられた古ウイグル語の表記に使用された文字。

## 概要
アラム系の文字であったソグド文字を改良して作成されたもので、ソグド文字の草書体から派生したとみられている。フェニキア文字に遡るアルファベットのグループにおいて、現行のヘブライ文字やアラビア文字などと同様にアラム文字の系統に属する文字である。
アラム文字やその系統に属すソグド文字の文章は、ギリシア文字やラテン文字の文章とは異なり、文字を右から左へ書く。このため、古ウイグル文字で文章が縦書きされた場合、一般的に中世ウイグル語の文章などは、アラム文字系の文章が反時計回りに90°回転するかたちになるため、行は漢文などとは逆に左から右へ書かれることになる。
一般的に、古ウイグル文字の文章を横書きするか縦書きするかを「時代の経過」と関連付けて、「当初はソグド文字と同様に右横書きであったが、後に90度回転して左縦書きとなった」と説明されるが、これはやや不十分な説明である。ソグド文字は4世紀の段階で横書き、縦書きの両方されていた事例があり、古ウイグル文字もまた現存するトルファンなどの9世紀から12世紀頃の壁画や文書資料などはソグド文字と同様に、初期には縦書き、横書き両方されていた。
しかし、仏典などで漢文との併記や混用などの影響の結果、徐々に縦書きが中心になったようである。古ウイグル文字による正書法が確立されたのは誕生と同じく天山ウイグル王国時代においてであり、のちのモンゴル文字も引継がれた。

## 歴史
古ウイグル文字の系統はその後のモンゴル文字に繋がる。
モンゴル帝国および大元ウルスでモンゴル語の筆写に使用されていた「モンゴル文字」は、当時漢語では「畏兀児文字」、ペルシア語でも khaṭṭ-i Uyghrī （ウイグルの文字）と称されており、あくまでも「ウイグル文字」であって「モンゴル文字」とは呼ばれていなかった。
契丹文字は、契丹人がウイグル人の使者から古ウイグル文字を学び、それを参考にして作ったとされる。

## 画像

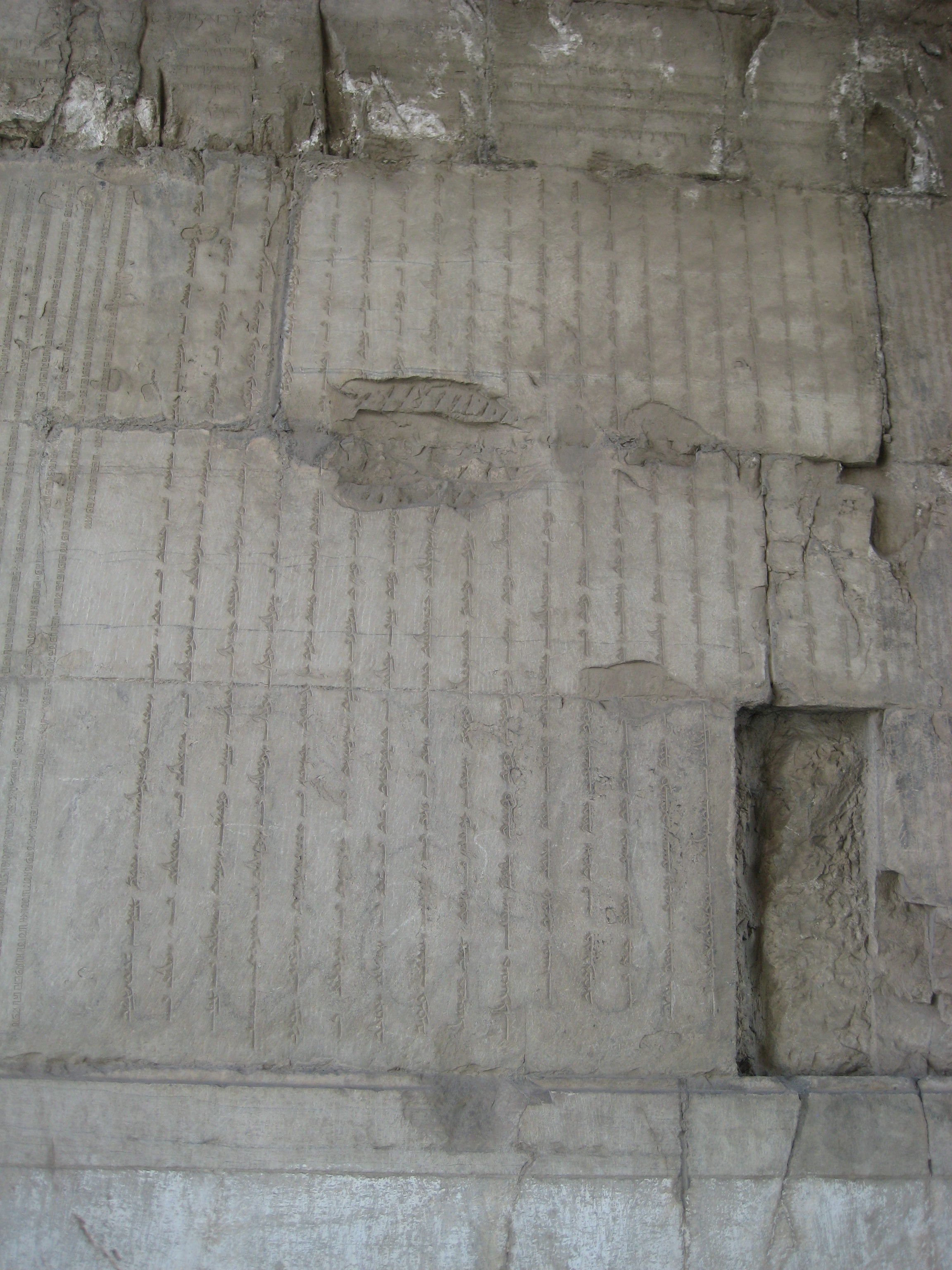
元の時代に書かれたと思われる、居庸関雲台の、古ウイグル文字による仏典の碑文（西側）
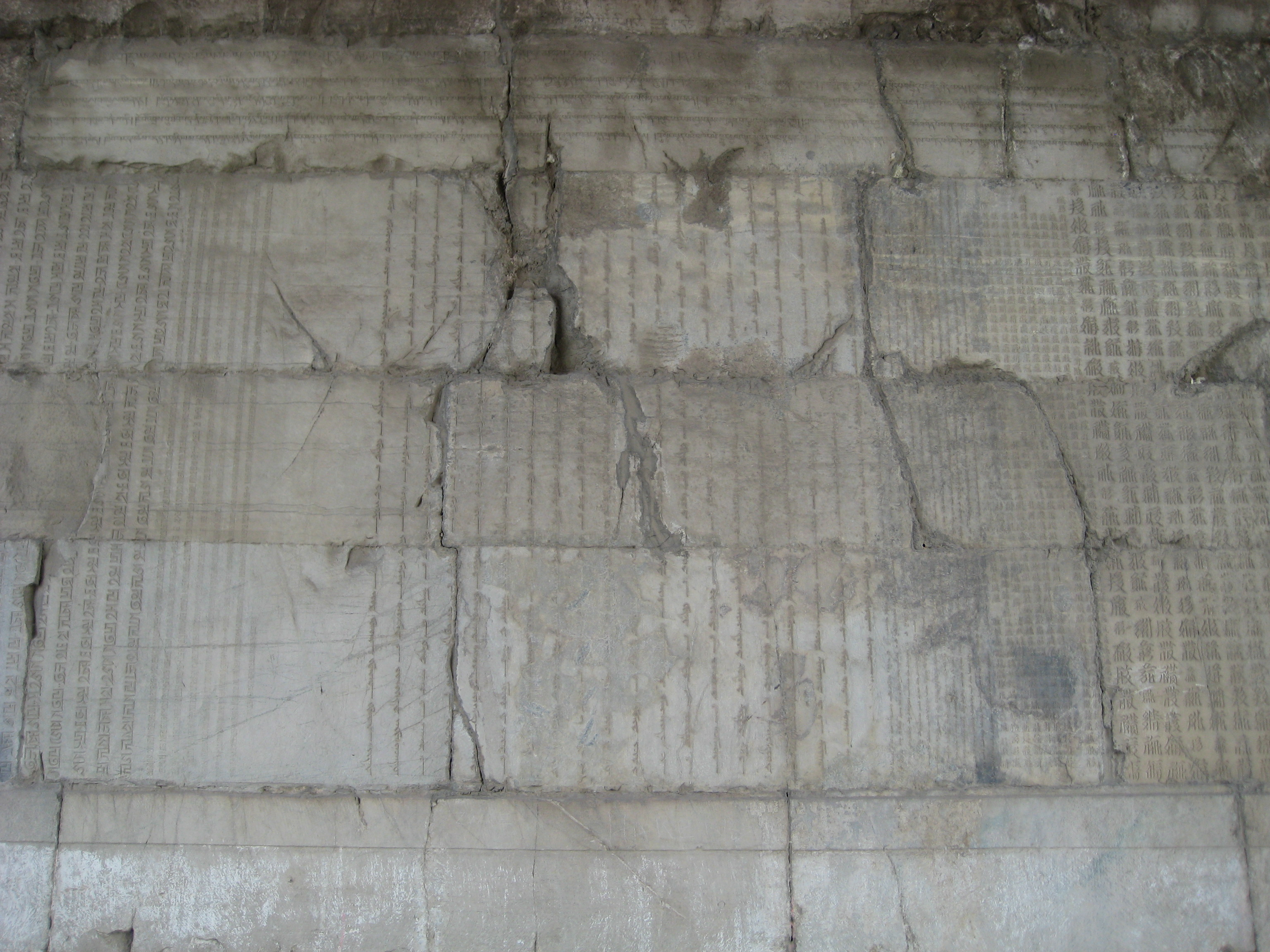
元の時代に書かれたと思われる、居庸関雲台の、古ウイグル文字による仏典の碑文（東側）